# Триптих Арбавиля

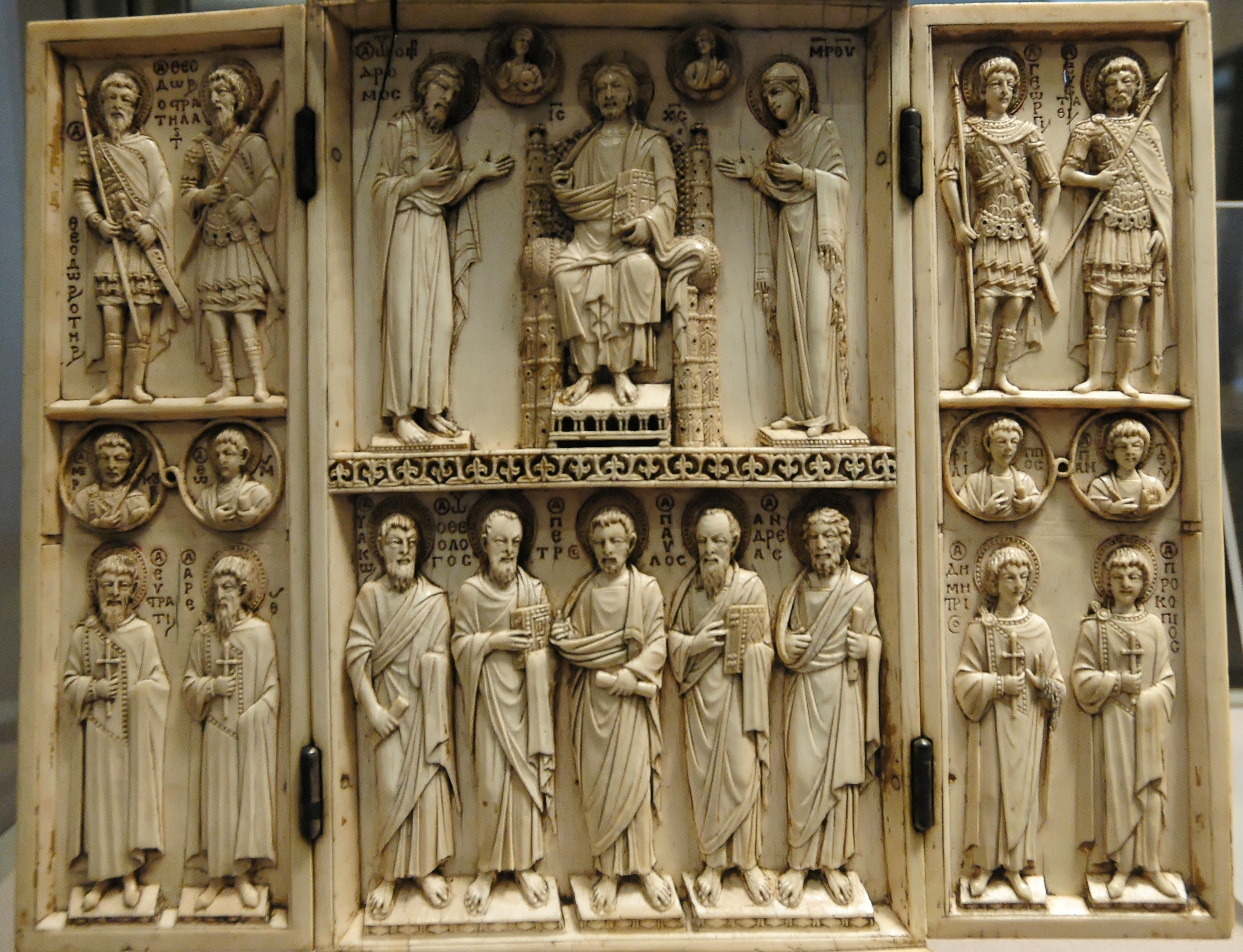
Общий вид триптиха

Триптих Арбавиля — триптих из слоновой кости, создан в Византии в конце X века (ряд исследователей датируют его создание серединой XI века). Триптих является одним из лучших сохранившихся образцов резьбы по слоновой кости этого периода. Своё название получил по фамилии последнего владельца — Луи-Франсуа Арбавиля (фр. Louis-François Harbaville), хранится в Лувре.

## Состав композиций

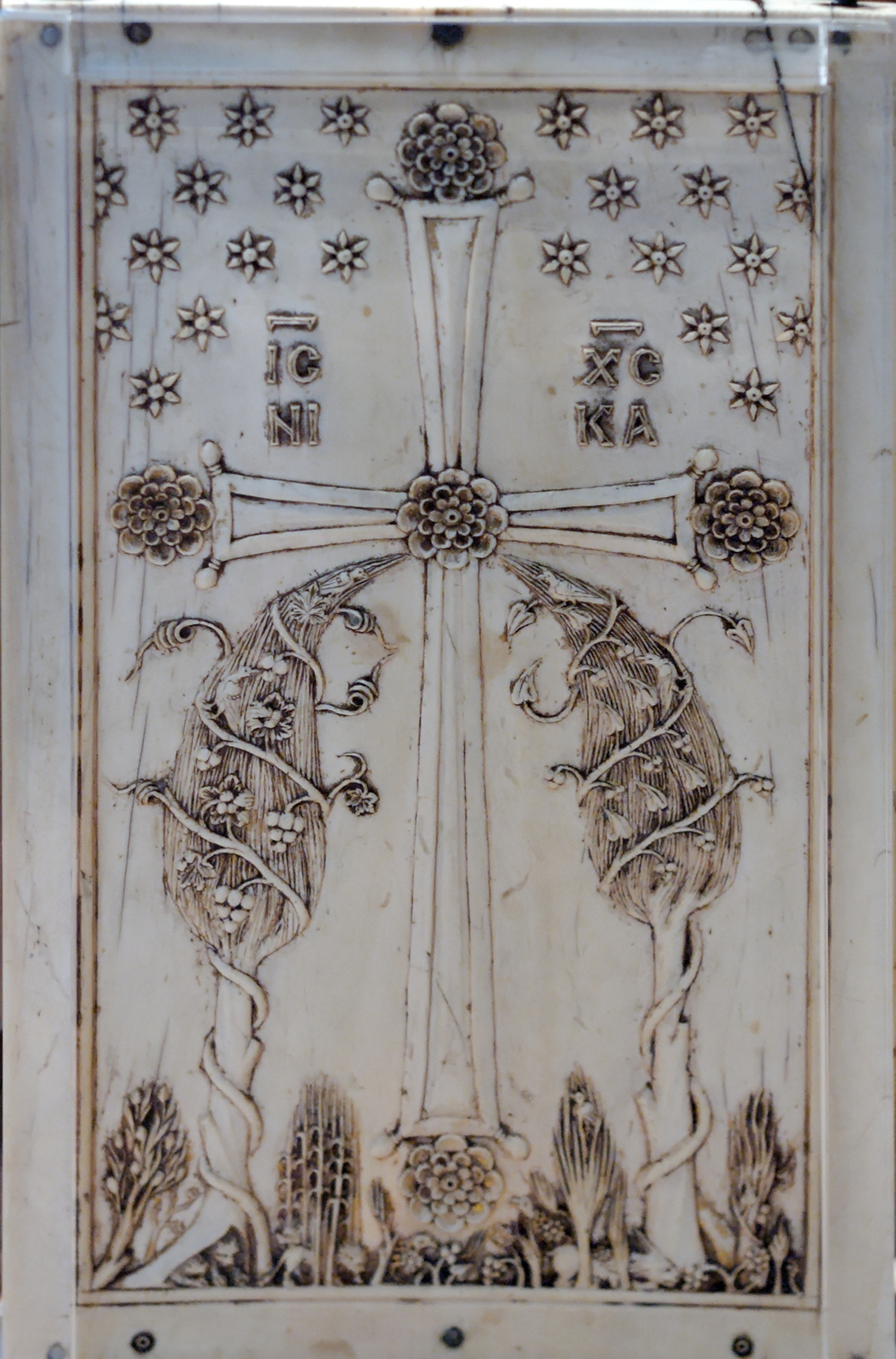
Оборотная сторона: триумф Креста в райских кущах (греческая надпись: Иисус Христос — победитель)

| Левая створка                                                                | Центральная часть                                    | Правая створка                                                                              |
| ---------------------------------------------------------------------------- | ---------------------------------------------------- | ------------------------------------------------------------------------------------------- |
|                                                                              |                                                      |                                                                                             |
| Феодор Тирон и Феодор Стратилат                                              | Деисус (Богородица, Иисус Христос, Иоанн Креститель) | Георгий Победоносец и великомученик Евстафий                                                |
|                                                                              |                                                      |                                                                                             |
| Мученики Евстратий и Арефа, в медальонах апостол Фома и Меркурий Кесарийский | Апостолы Иаков, Иоанн, Пётр, Павел и Андрей          | Димитрий Солунский и Прокопий Кесарийский, в медальонах апостол Филипп и святой Пантелеимон |